# Porzellanmuseum München

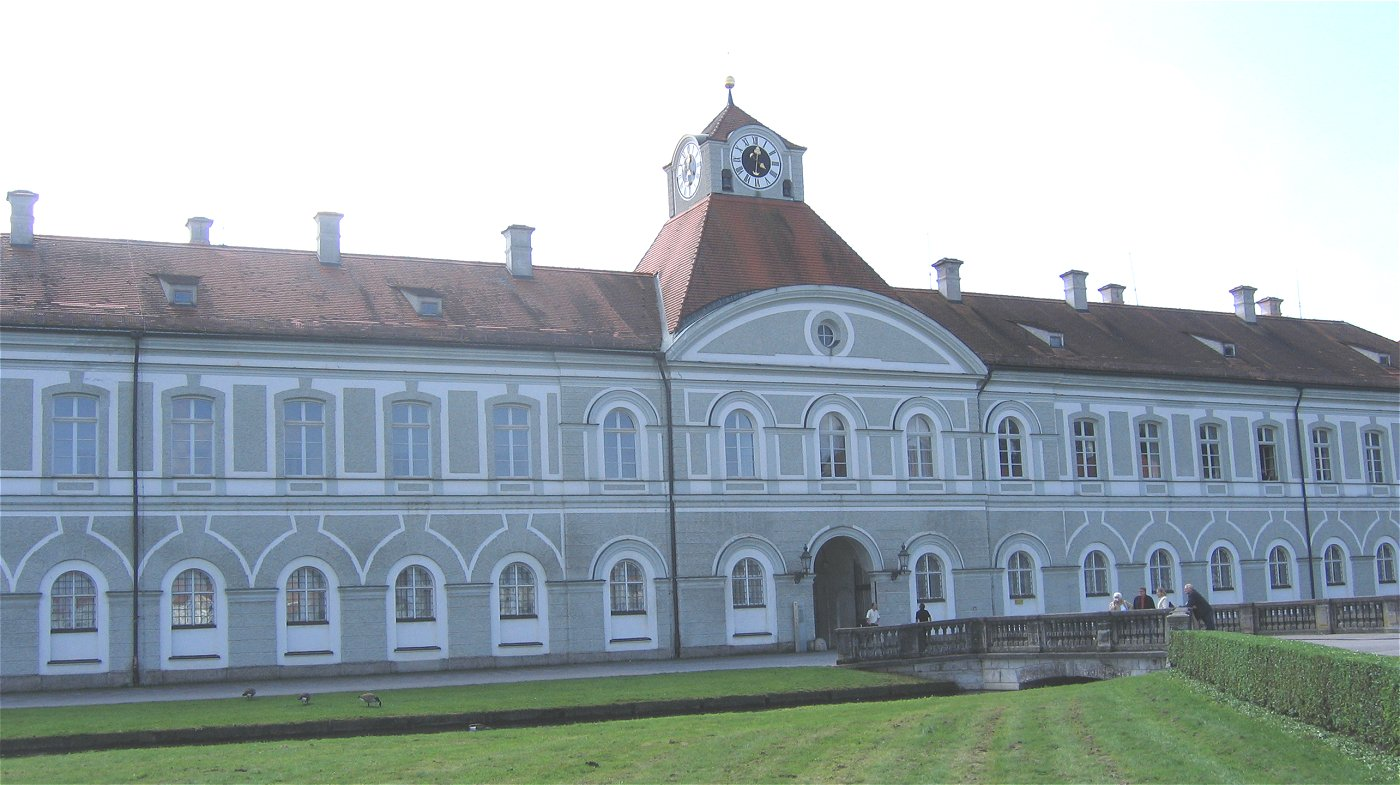
Marstallmuseum und Porzellanmuseum Nymphenburg

Das Porzellanmuseum im Schloss Nymphenburg in München, auch „Sammlung Bäuml“ genannt, befindet sich im Obergeschoss des  Marstallmuseums.

## Ausstellung
Gezeigt werden über 1.000 Exponate der 1747 gegründeten Porzellanmanufaktur Nymphenburg. Die Sammlung geht auf eine Mustersammlung des langjährigen Inhabers der Porzellanmanufaktur Nymphenburg, Albert Bäuml, zurück.
Paradestücke sind die Figuren der Commedia dell’arte von Franz Anton Bustelli und die Figuren von Dominik Auliczek von 1770.
Der heutige Besitzer der Nymphenburger Porzellanmanufaktur, Luitpold Prinz von Bayern, stellt aus seinem Privatbesitz das Service seines Urgroßvaters König Ludwig III. aus.

## Abbildungen

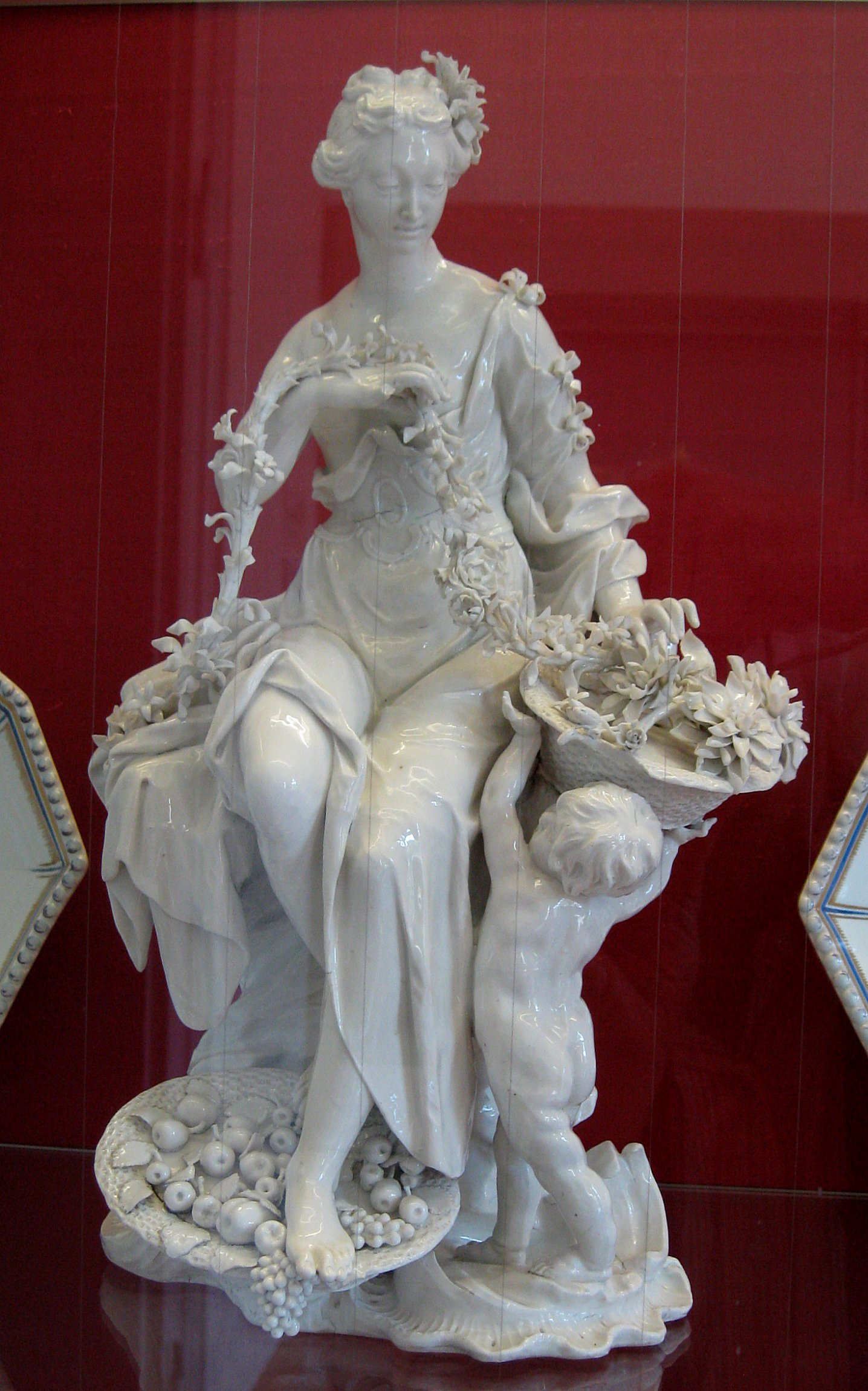
Göttin, Dominikus Auliczek, um 1770
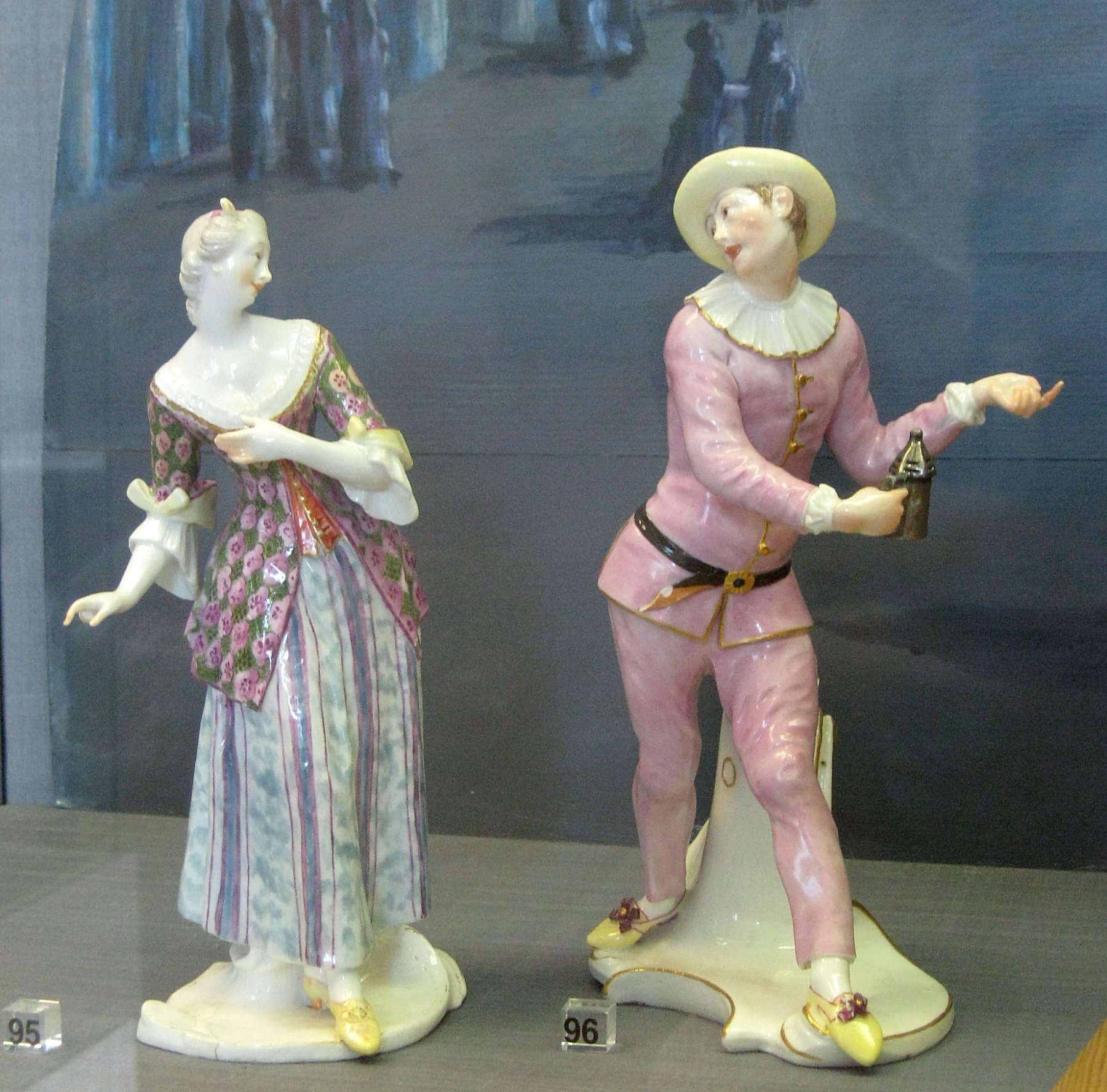
Franz Anton Bustelli: Figur aus der Commedia dell’arte, ca. 1760
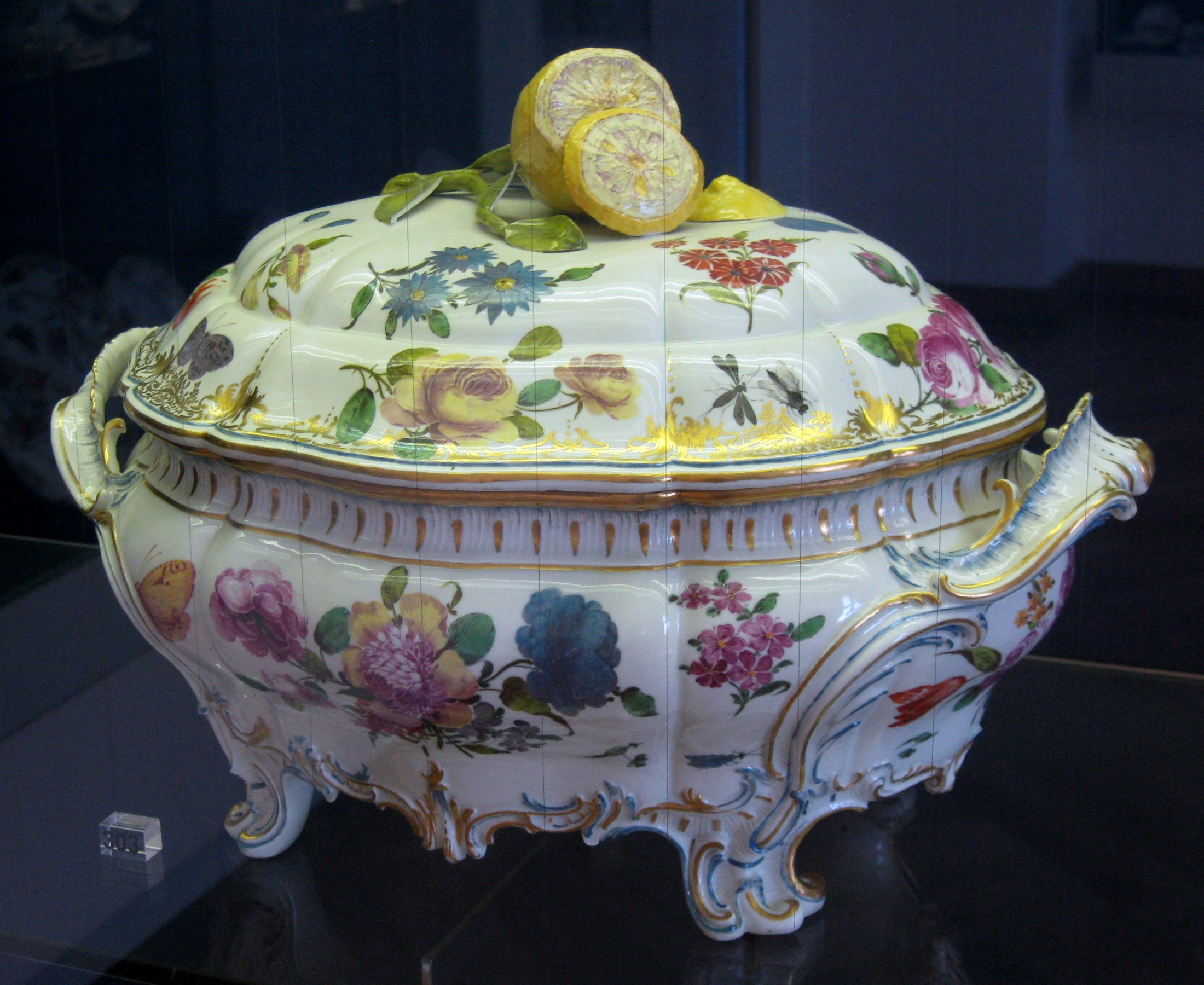
Terrine aus dem kurfürstlichen Hofservice, Bemalung Joseph Zächenberger, 1760–65
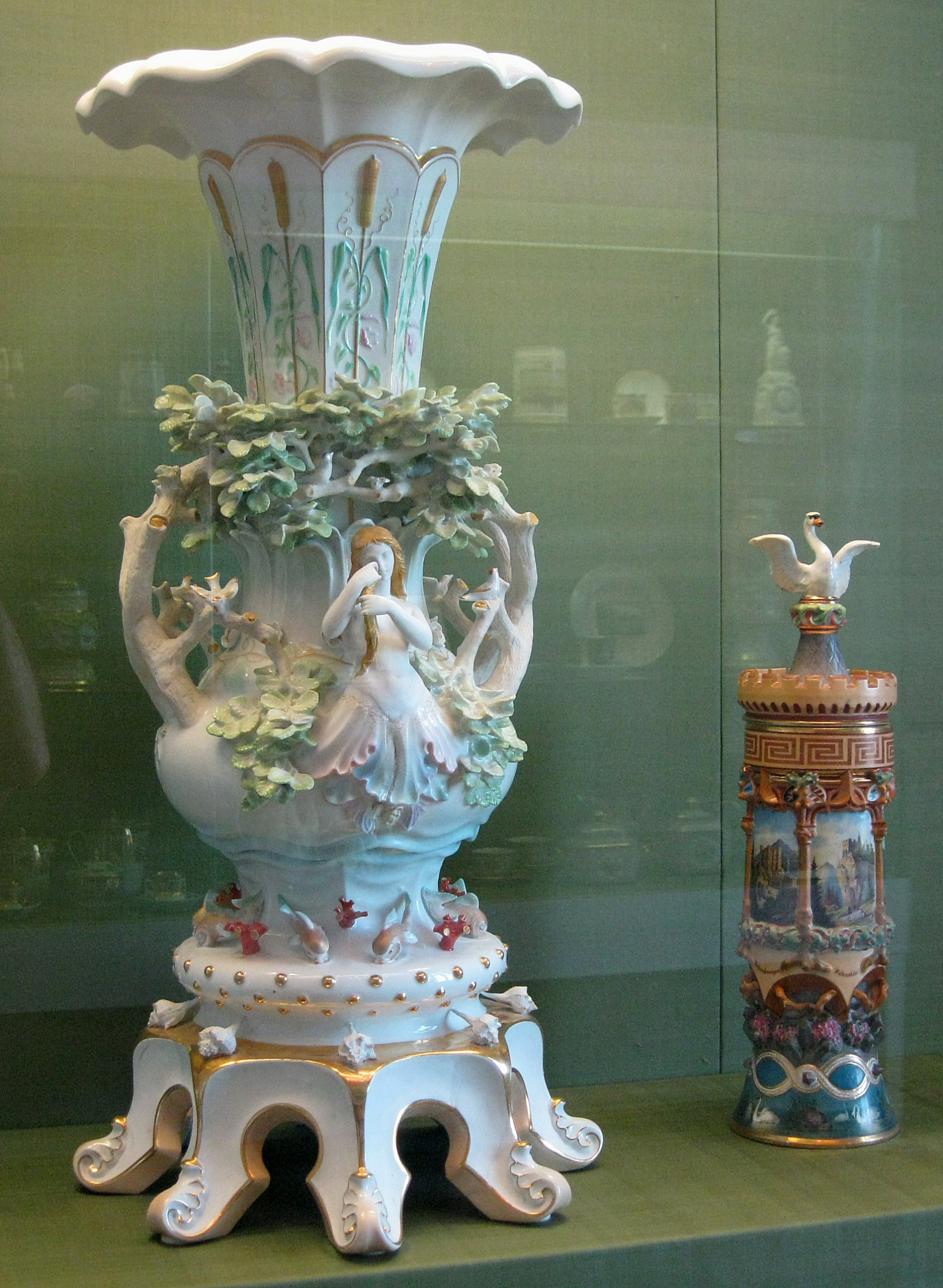
Vase mit Seejungfrauen, Eugen Napoleon Neureuther, um 1850–55